# 金山街道 (大冶市)
金山街道，是中华人民共和国湖北省黃石市大冶市下辖的一个乡镇级行政单位。

## 行政区划
金山街道下辖以下地区：
四棵社区、王太社区、金山社区、鹏程社区、王太村、路东村、鹏程村、张冲村、明港村、圣水泉村、金山村、宝山村、四棵村、王坛村、钟山村、大路村、新农村和路平村。